# گروه کرفت
گروه کرفت (انگلیسی: Kraft Group) شرکت خوشه‌ای آمریکایی است، که در سال ۱۹۹۸ توسط رابرت کرفت تأسیس شد.